# مارغريت كلارك (كاتبة أسترالية)
مارغريت كلارك (بالإنجليزية: Margaret Clark)‏ (20 أبريل 1942، غيلونغ في أستراليا)؛ كاتِبة مُتخصِّصة في أدب الأطفال وروائية أسترالية.